# Marco Aponio Saturnino
Marco Aponio Saturnino (in latino Marcus Aponius Saturninus; fl. I secolo) è stato un politico e militare romano.

## Biografia
Marco Aponio Saturnino, originario della Betica, era stato nominato membro della confraternita degli Arvali dal 57, probabilmente grazie al patronato del conterraneo Seneca; fu nominato console suffetto nel 53 o più probabilmente nel 54, e tra il 68 e il 69 fu nominato legatus Augusti in Mesia da Galba. Nel febbraio del 69, sotto il principato di Otone, novemila Roxolani invasero la provincia di Aponio e questi riuscì a respingerli brillantemente, guadagnandosi una statua trionfale a Roma.
Durante la guerra tra Vitellio e Vespasiano, tra settembre e ottobre, Aponio si schierò in un primo momento con Vitellio ma, visto che la sua causa era meno forte, si schierò per Vespasiano. Dopo aver portato la legione VII Claudia, al comando di Lucio Vipstano Messalla, nel nord Italia, i soldati si rivoltarono contro Aponio per una presunta lettera indirizzata a Vitellio, e il legatus riuscì a malapena a fuggire dalla propria villa, rimanendo così senza littori a Padova per il resto della guerra. In passato, si pensava che, dopo la guerra, Aponio fosse stato sorteggiato nel 73/74 come proconsole d'Asia: tuttavia, il suo proconsolato è stato ridatato al 67/68 sulla base di nuove scoperte epigrafiche e di nuovi studi, portando all'ipotesi che Aponio possa essere morto poco dopo la conclusione della guerra.